# Jerome Allen
Pour les articles homonymes, voir Allen.
Jerome Allen, né le 28 janvier 1973 à Philadelphie, est un joueur et entraîneur américain de basket-ball.

## Biographie

### Parcours universitaire (1991-1995)
Le natif de Philadelphie entame sa carrière de basketteur dans le collège Episcopal Academy. Puis en 1991, Jerome Allen entame son cursus universitaire. Il choisit de rejoindre les Penn Quakers de l'université de Pennsylvanie qui évolue en National Collegiate Athletic Association (NCAA) et y joue jusqu'en 1995. Par ailleurs, Allen participe aux Goodwill Games en 1994 en remportant la médaille de bronze avec la sélection américaine. Durant sa période universitaire, il montre ses qualités de distributeur (5,7 passes décisives en moyenne lors de la saison 1994-1995), de marqueur (14,7 points en moyenne lors de la saison 1994-1995) mais aussi d'intercepteur (1,9 interception en moyenne lors de la saison 1993-1994). Jerome Allen est également nommé dans le CoSIDA Academic All America (1991-1992) mais aussi membre de la Ivy First Team (premier cinq de la Ivy League, groupement de huit grandes universités privées du nord-est des États-Unis) en 1994-1995. De plus, Jerome Allen est le meilleur passeur et le meilleur intercepteur de l'histoire de l'université de Pennsylvanie. Finalement, il est choisi lors de la draft 1995 de la NBA par les Timberwolves du Minnesota au deuxième tour en 42e position; il est également drafté en Continental Basketball Association (CBA) au deuxième tour en 26e choix par les Quad City Thunder. Jerome Allen décide de rejoindre la National Basketball Association.

### Parcours professionnel (1995-2009)
En l'espace de trois saisons consécutives en NBA, Allen connaît trois clubs différents : les Timberwolves du Minnesota durant la saison 1995-1996, les Pacers de l'Indiana en 1996-1997,  puis les Nuggets de Denver lors de la fin de cette même saison. La saison suivante, il signe à deux reprises un contrat avec les Cavaliers de Cleveland puis les Mavericks de Dallas mais ne dispute aucune rencontre de NBA avec ces franchises. Lassé par son temps de jeu faible en NBA (une dizaine de minutes en moyenne), Jerome Allen décide de partir vers l'Europe. Le 6 novembre 1997, il rejoint alors l'une des plus grosses équipes du championnat français, le Limoges CSP. Jerome Allen remplace Chris Smith à la mène. Il fait une bonne première saison 1997-1998 avec le CSP en compilant 10,6 points par matchs et distribuant 5,6 passes décisives en moyenne, en Pro A. Parallèlement, en Euroligue, Jerome Allen inscrit plus de 16 points par matchs. Enfin, il accède la même saison à la finale du championnat face à l'Élan béarnais, finale perdue en deux manches. Jerome Allen reste encore une saison au Cercle Saint-Pierre. Lors de cette saison 1998-1999, Allen termine troisième meilleur passeur de la LNB. En fin de saison, après avoir été éliminé en play-offs et en Coupe Saporta, Jerome Allen revient en NBA aux Bucks de Milwaukee. Durant l'été, il tente alors une Summer League avec les Celtics de Boston. Cependant, l'essai n'est pas concluant. Jerome Allen s'en va alors en direction de la Turquie, à l'Ulker Istanbul (1999-2000).
Puis la saison suivante, il joue avec Banco di Roma. Jerome Allen remporte dès sa première saison en LegA la Super Coupe d'Italie (2001) et participe au All-Star Game d'Italie. Il y reste jusqu'en 2002 et part en direction de l'Espagne, en liga ACB avec le Tau Victoria. Une expérience de courte durée puisque Jerome Allen est remplacé au début de l'année 2003. Allen décide de revenir en Italie sous le maillot de Snadeiro Udine (2003). Il est de nouveau sélectionné dans le All-Star Game d'Italie. Après quoi, il joue ensuite la saison suivante à Naples durant deux saisons (de 2003 à 2005). En 2005, il revient à Udine pour une saison. En 2006, Jerome Allen découvre le championnat russe en jouant au Dynamo Saint-Pétersbourg. Toutefois avant le début de saison, le club est mis sous liquidation judiciaire et il doit s'exiler en Grèce, au Paok Salonique. Mais finalement, le meneur américain termine sa saison 2006-2007, à Snadeiro Udine et y passe encore une saison (2007-2008). La saison suivante, Allen signe une saison à Prima Veroli en deuxième division italienne. En cours de saison, il repart à Udine pour remplacer Dawan Robinson. Dans le même temps, il est nommé entraîneur de l'équipe. La saison 2008-2009 est sa dernière saison professionnelle.

### Parcours en tant qu'entraîneur (depuis 2009)
En 2009, les dirigeants de Udine confient à Jerome Allen le rôle d'entraîneur. Il est alors joueur et entraîneur de son équipe. La saison suivante, Jerome Allen devient adjoint des Penn Quakers pourtant il repart la même année.

## Palmarès
- Médaille de bronze aux Goodwill Games 1994 avec les États-Unis[1].
- Vice-champion de France Pro A avec Limoges en 1998.
- Vainqueur de la Super Coupe d'Italie avec Rome.

## Nominations et distinctions
- CoSIDA Academic All America en 1991-1992.
- G Fred DiBona Outstanding Newcomer en 1991-1992.
- Arthur Kiefaber MVP en 1992-1993.
- Arthur Kiefaber MVP en 1993-1994.
- Arthur Kiefaber MVP en 1994-1995.
- Membre de la Ivy first Team en 1994-1995.
- Meilleur passeur de l’histoire de l’université de Pennsylvanie.
- Meilleur intercepteur de l’histoire de l’université de Pennsylvanie.
- 3ème meilleur passeur de Pro A en 1998-1999.
- MVP de la SuperCoupe d’Italie en 1999-2000.

## All-Star Game
- Participe au All Star Game italien saison 2000-2001.
- Participe au All Star Game italien saison 2002-2003.